# Canyon d'Arbaiun
Le canyon d'Arbaiun, est un canyon située à l'est de la province de Navarre en Espagne, à quelque 15 km de Lumbier en direction de Navascués.

## Géographie

### Géologie
Il s'agit d'un canyon profond excavé par la rivière Salazar dans la roche calcaire du massif de Leyre, qui a quelque 6 km de longueur et presque 400 m de profondeur aux parois verticales.

## Flore et faune
Il est déclaré réserve naturelle comme protection à la plus grande colonie de vautour fauve de Navarre, en plus d'héberger d'autres types de rapaces comme l'aigle royal, le percnoptère et le gypaète.

## Voies d'accès

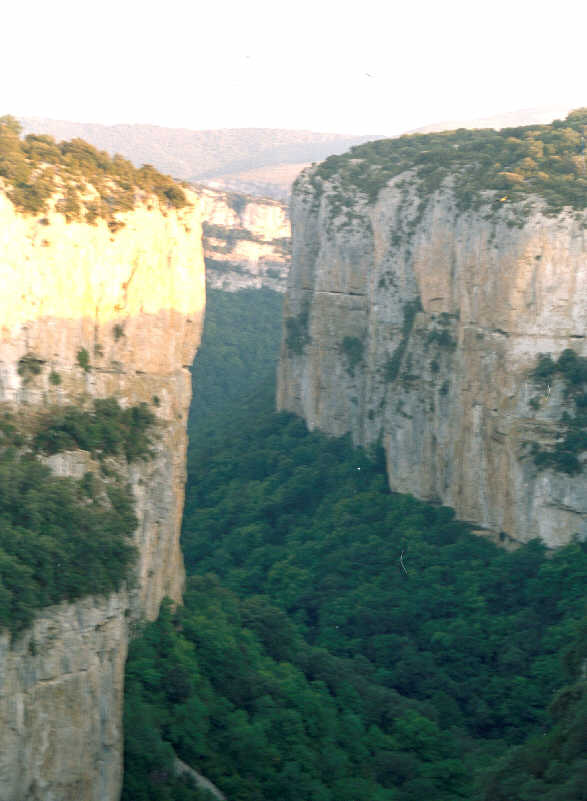
Canyon d'Arbaiun.
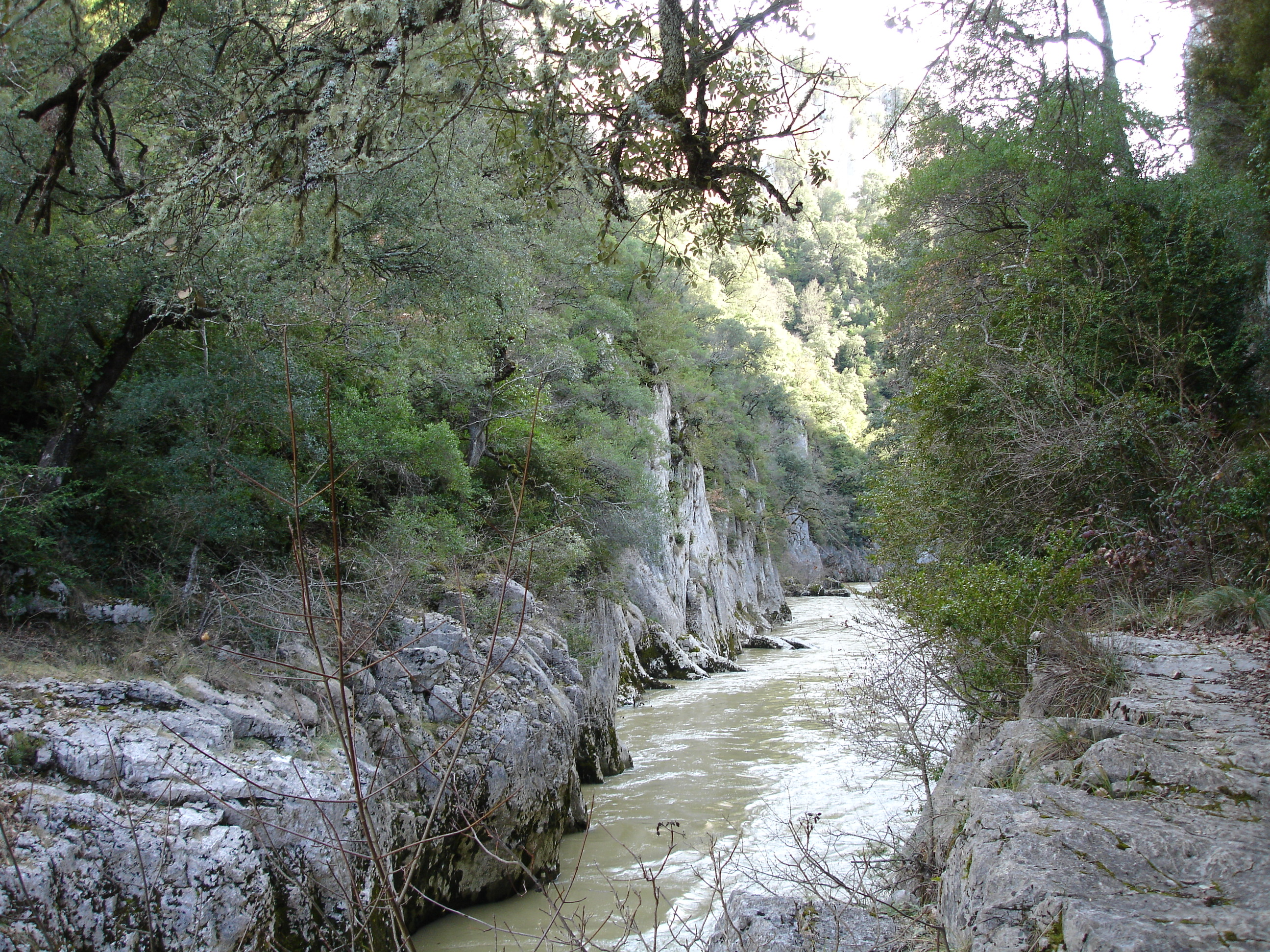
Rivière Salazar.
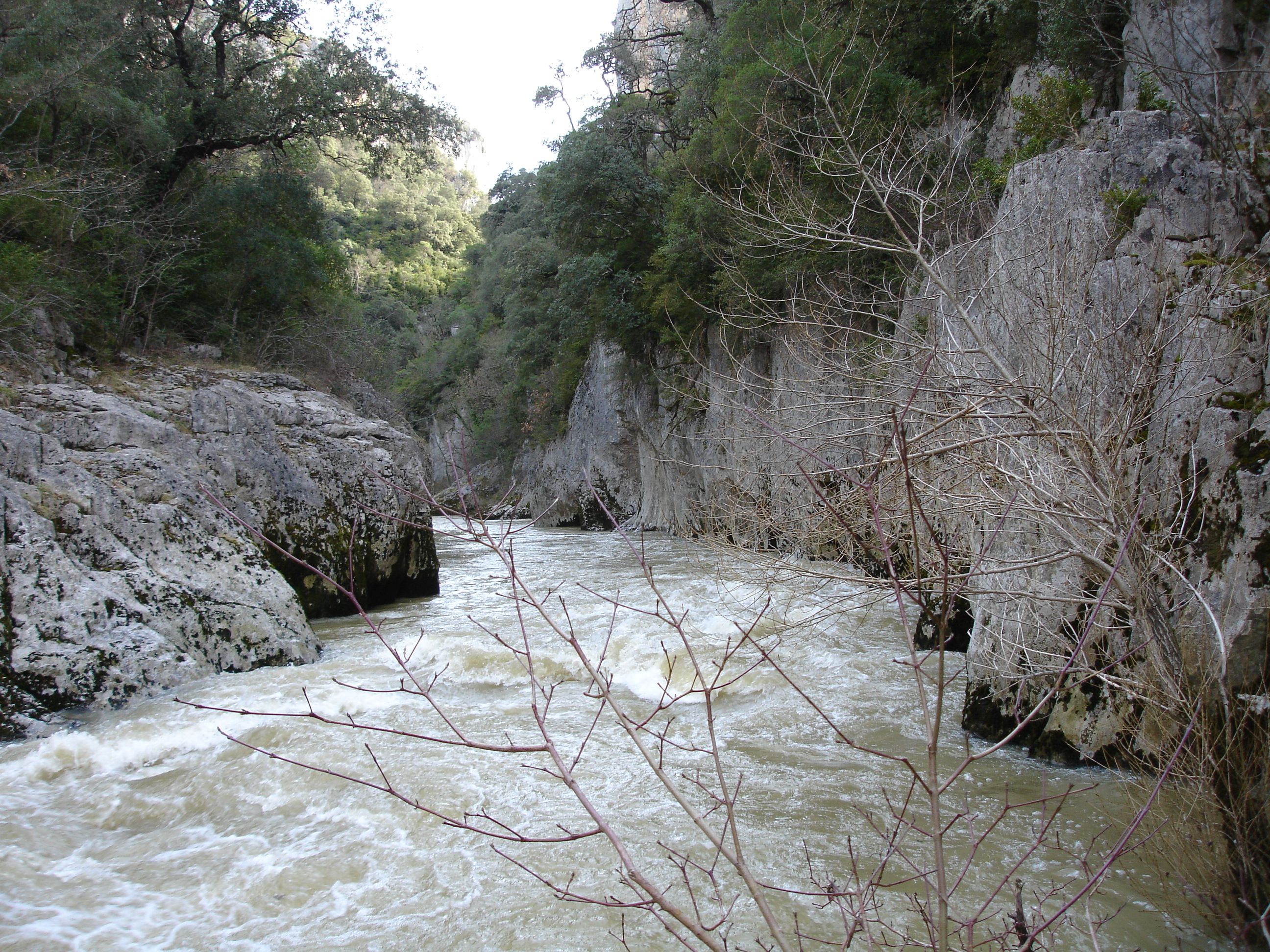
Rivière Salazar.